# Томжевский, Валентин Станиславович
Валентин Станиславович Томжевский (12.04.1923, Одесса — 20.11.2001, Москва) — командир миномётного взвода 667-го стрелкового полка, лейтенант. Герой Советского Союза.

## Биография
Родился 12 апреля 1923 года в городе Одесса. Украинец. Окончил 10 классов и аэроклуб. За год учебы в аэроклубе, освоил самолеты У-2 и Р-5, Томжевский получил звание "пилот запаса". Теперь можно было поступать в авиашколу. Однако не позволил возраст, так как парню было не 18, а 17 лет.
Валентину стало известно, в Одессе начинается набор в Военно-морскую спецшколу № 6. Пройдя отбор и сдав экзамен, он становится учащимся 10-го класса . 
В 1941 году, окончив спецшколу на "отлично", Томжевский получил возможность поступать в Севастопольское военно-морское училище. Когда фашисты подошли к Крыму, училище эвакуировали в Ростов-на-Дону. Однако и здесь курсантам не пришлось долго заниматься. В сентябре 1941 года в связи с угрожающей обстановкой училище было эвакуировано в город Ростов-на-Дону. В том же месяце Томжевский был зачислен в бригаду морской пехоты, участвовал в обороне Ростова-на-Дону. В феврале 1943 года принимал участие в высадке первого десанта в Цемесской бухте. Был ранен.
После госпиталя окончил курсы младших лейтенантов. До июня 1943 года сражался на Малой земле. Затем был переведён в 218-ю стрелковую дивизию, участвовал в боях на Курской дуге. Особо отличился в боях при форсировании Днепра.
24 сентября 1943 года миномётный взвод лейтенанта Томжевского в числе первых форсировал реку Днепр южнее села Пекари. В бою на плацдарме миномётчики отразили 4 вражеские контратаки и совершили обходной манёвр в тыл противника, обеспечив форсирование реки другими подразделениями полка. 26 сентября, в бою за хутор Хмельницкий, бойцы взвода уничтожили 2 огневые точки и до взвода противников.
Указом Президиума Верховного Совета СССР от 3 июня 1944 года за образцовое выполнение заданий командования и проявленные мужество и героизм в боях с немецко-фашистскими захватчиками лейтенанту Томжевскому Валентину Станиславовичу присвоено звание Героя Советского Союза с вручением ордена Ленина и медали «Золотая Звезда».
В бою на подступах к польской границе в июне 1944 года был ранен. После излечения на фронт не попал, был направлен на учёбу. В 1944 году вступил в ВКП(б).
В 1951 году окончил Военный институт иностранных языков. Преподавал английский язык в Чугуевском и Харьковском высших авиационных инженерных училищах, возглавлял отдел информации в НИИ, издательский отдел в Военном институте иностранных языков. С 1970 до увольнения в отставку — первый заместитель начальника Управления и главный редактор Издательства военной и военно-технической литературы на иностранных языках Министерства обороны СССР, генерал-майор. Член Союза журналистов.
Жил в городе-герое Москве. Скончался 20 ноября 2001 года. Похоронен в Москве на Ваганьковском кладбище.
Награждён орденами Ленина, Отечественной войны 1-й степени, Трудового Красного Знамени, двумя орденами Красной Звезды, орденом «За службу Родине в Вооружённых Силах СССР» 3-й степени, медалями.
Его бюст установлен в Севастополе на аллее Славы Черноморского высшего военно-морского училища.